# Metadioxys graeca
Metadioxys graeca är en biart som beskrevs av Mavromoustakis 1963. Metadioxys graeca ingår i släktet Metadioxys och familjen buksamlarbin. Inga underarter finns listade i Catalogue of Life.